# Читадела (Фрозиноне)
Читадела (итал. Cittadella) је насеље у Италији у округу Фрозиноне, региону Лацио.
Према процени из 2011. у насељу је живело 48 становника. Насеље се налази на надморској висини од 218 м.